# IC 4806
IC 4806 ist eine Spiralgalaxie vom Hubble-Typ SABb im Sternbild Pfau am Südsternhimmel. Sie ist schätzungsweise 192 Millionen Lichtjahre von der Milchstraße entfernt und hat einen Durchmesser von etwa 130.000 Lichtjahren.

Das Objekt wurde am 16. September 1901 von DeLisle Stewart.